# Pseudomyrmex squamifer
Pseudomyrmex squamifer é uma espécie de formiga do género Pseudomyrmex, subfamilia Pseudomyrmecinae. Esta espécie foi descrita cientificamente por Emery em 1890.

## Distribuição
Encontra-se em Brasil.